# Міньйо-де-Сан-Естебан
Міньйо-де-Сан-Естебан (ісп. Miño de San Esteban) — муніципалітет в Іспанії, у складі автономної спільноти Кастилія-і-Леон, у провінції Сорія. Населення — 72 особи (2010).
Муніципалітет розташований на відстані близько 130 км на північ від Мадрида, 75 км на захід від Сорії.

## Демографія
Динаміка населення (INE ):

## Галерея зображень

Розташування муніципалітету Міньйо-де-Сан-Естебан